# مسجد ملاحیدر
مسجد ملا حیدر مربوط به دوره قاجار است و در ابرکوه، روستای مدوئیه ، در ورودی روستا کنار حمام ملا حیدر بنا شده است و این اثر در تاریخ ۱۱ مرداد ۱۳۸۴ با شمارهٔ ثبت ۱۲۳۵۲ به‌عنوان یکی از آثار ملی ایران به ثبت رسیده است.